# El Bolsón (ort i Argentina, Catamarca)
El Bolsón är en ort i Argentina.   Den ligger i provinsen Catamarca, i den norra delen av landet, 1 000 km nordväst om huvudstaden Buenos Aires. El Bolsón ligger 1 200 meter över havet och antalet invånare är 289.
Terrängen runt El Bolsón är huvudsakligen kuperad, men åt nordost är den bergig. Runt El Bolsón är det mycket glesbefolkat, med 2 invånare per kvadratkilometer.. Närmaste större samhälle är Los Varela, 3,6 km söder om El Bolsón.
Omgivningarna runt El Bolsón är i huvudsak ett öppet busklandskap.